# Герцог Манстер
Герцог Манстер (англ. Duke of Munster) — дворянский титул, один раз создававшийся в системе пэрства Ирландии королём Георгом I в 1716 году для своей любовницы Мелюзины фон дер Шуленбург (в форме «герцогиня Манстер»). Угас после её смерти.
Существовал также титул «граф Манстер»

## История титула

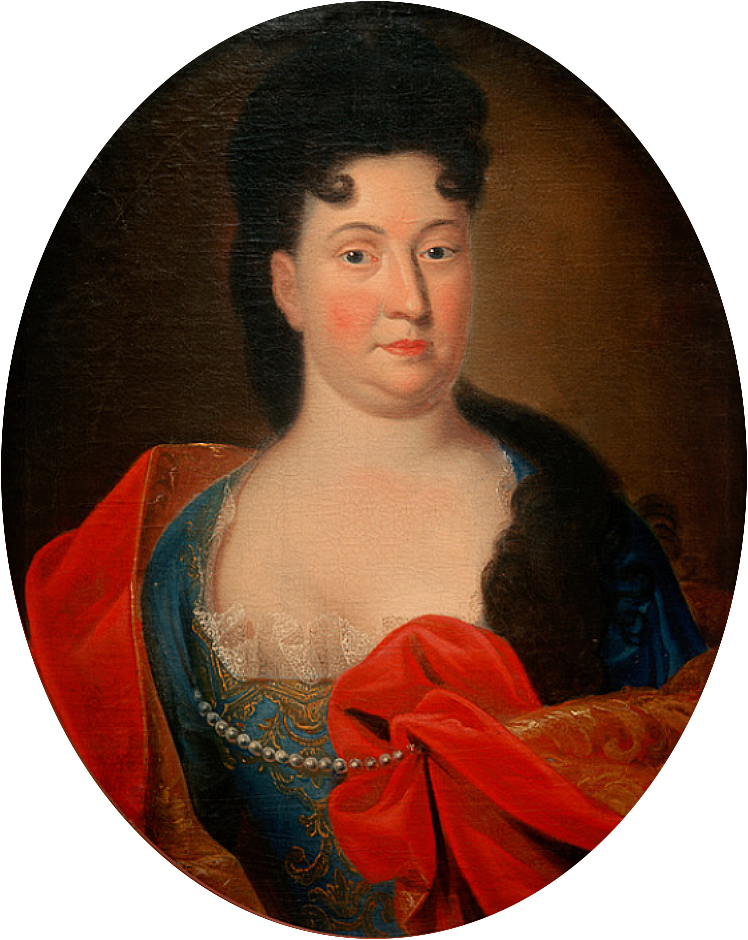
Мелюзина фон дер Шуленбург, герцогиня Манстер и Кендал

16 июля 1716 года король Великобритании Георгом I создал для своей любовницы Мелюзины фон дер Шуленбург в системе пэрства Ирландии пожизненные титулы герцогини Манстер, маркизы и графини Данганнон и баронессы Дандолк. Позже, в 1719 году, он создал для неё ещё и в системе пэрства Великобритании титулы герцогини Кендал, графини Февершем и баронессы Гластонберри. 17 апреля 1722 года император Священной Римской империи Карл VI присвоил Мелюзине титул княгини Эберштейн.
После смерти Мелюзины её титулы угасли.

## Герцоги Манстер
- 1716—1743: Мелюзина фон дер Шуленбург (25 декабря 1667 — 10 мая 1743), герцогиня Манстер, маркиза и графиня Данганнон и баронесса Дандолк с 1716 года, герцогиня Кендал, графиня Февершем и баронесса Гластонберри с 1719 года, княгиня Эберштейн с 1722 года[1][2][3][4].